# Longyan
Longyan (chiń. 龙岩; pinyin Lóngyán) – miasto o statusie prefektury miejskiej w południowo-wschodnich Chińskiej Republice Ludowej, w prowincji Fujian. W 2010 roku liczba mieszkańców miasta wynosiła 124 075. Prefektura miejska w 1999 roku liczyła 2 839 282 mieszkańców.
Znajduje się w górnym biegu rzek Jiulong Jiang i Ting Jiang. Longyan graniczy z Sanming na północy, Quanzhou na wschodzie, Zhangzhou na południowym wschodzie, i prowincją Guangdong i Jiangxi odpowiednio na zachodzie i południu.

## Podział administracyjny
Prefektura miejska Longyan podzielona jest na:
- dzielnicę: Xinluo,
- miasto: Zhangping,
- 5 powiatów: Changting, Yongding, Shanghang, Wuping, Liancheng.